# Bandya Kakade
Bandya Kakade (Bombay ca. 1945 - 17 oktober 2012) was een Indiase voetbalkeeper, die met het Indiase voetbalelftal brons won op de Aziatische Spelen in Bangkok, in 1970.
Kakade, die uit een familie van kleermakers kwam, werd geselecteerd voor het nationale juniorenteam, voordat hij bij Central Railway ging spelen. In 1966 werd hij keeper bij Mafatlal in Mumbai en in 1970 verhuisde hij naar Tata Sports Club, waar hij bijna twee decennia onder de lat zou staan, tot 1989. In het midden van de jaren zeventig kreeg hij van de regering in de deelstaat Maharashtra de Shiv Chhatrapati Award 1975-1976. Kakade stond bekend als een stijlvolle keeper die acrobatisch naar de bal kon duiken en uitstekend kon uittrappen. Kakade overleed aan de gevolgen van een hartaanval.